# John Reid (manager)
Pour les articles homonymes, voir John Reid.
John Reid (né le 9 septembre 1949 à Paisley) est un manager et agent artistique écossais, actif de 1967 à 1999 et de 2005 à 2006.
Il est connu pour être le manager et ancien amant du chanteur britannique Elton John ainsi que pour avoir managé le groupe de rock britannique Queen.
Reid est interprété par Aidan Gillen dans le film biographique sur Queen Bohemian Rhapsody (2018) et par Richard Madden dans le film biographique sur Elton John Rocketman (2019).
Rocketman le décrit comme profondément égoïste et manipulateur, avide d'argent, et responsable d'une grande détresse affective chez Elton John.